# Xứ Basque

Lauburu, biểu tượng của Xứ Basque

Xứ Basque (tiếng Basque: Euskal Herria) là vùng lãnh thổ nằm giữa Pháp và Tây Ban Nha và nằm phía tây dãy núi Pyrénées.
Theo truyền thống, xứ Basque được chia thành 7 vùng gồm 4 vùng phía nam (Hegoalde) thuộc Tây Ban Nha và 3 vùng phía bắc (Iparralde) thuộc Pháp:
- Vùng phía nam (thuộc Tây Ban Nha):

+ Álava
+ Bizkaia
+ Gipuzkoa
+ Nafarroa
- Vùng phía bắc (thuộc Pháp):

+ Behe Nafarroa
+ Lapurdi
+ Zuberoa (còn có tên khác là Xiberu và Xüberoa)

## Tên gọi
Trong tiếng Basque, xứ này được gọi là Euskal Herria. Cái tên này rất khó dịch chính xác sang các ngôn ngữ khác, do từ herri trong tiếng Basque lại mang nhiều nghĩa khác nhau, được dịch là: quốc gia, dân tộc, vùng đất, con người, nhân dân và thị trấn, làng mạc, nơi định cư. Euskal là dạng tính từ của Euskara ("tiếng Basque"). Do đó, có thể hiểu theo nghĩa đen là: quốc gia/dân tộc/con người/nơi nói tiếng Basque, một khái niệm khó diễn đạt thành một từ trong hầu hết các ngôn ngữ khác.
Hai tài liệu tham khảo sớm nhất (với nhiều văn bản khác nhau) gồm bản thảo của Joan Perez de Lazarraga trong khoảng thời gian từ năm 1564-1567 gọi vùng đất này bằng nhiều tên khác nhau như eusquel erria và eusquel erriau và heuscal herrian ("tại xứ Basque") và Heuscal-Herrian trong bản dịch Kinh Thánh của Joanes Leizarraga, xuất bản năm 1571
.

## Lịch sử

### Thời tiền sử
Theo một số tác giả, người Basques có thể là dấu tích đồng hóa nhất của cư dân thời Đá cũ Tây Âu (đặc biệt là những người trong khu vực Franco-Cantabrian gọi là Azilian) đối với sự di cư của người Ấn-Âu. Bộ tộc Basque đã được đề cập bởi nhà văn Hy Lạp Strabo và nhà văn La Mã Pliny, bao gồm người Vascones, người Aquitani, và những người khác. Có bằng chứng đáng kể cho thấy dân tộc Basque trong thời La Mã dưới dạng các tên địa danh, tài liệu tham khảo của Caesar về phong tục và đặc điểm vật lý, cái gọi là chữ khắc Aquitanian ghi tên của những người và các vị thần (approx. Thế kỷ 1, xem ngôn ngữ Aquitanian), v.v...
Về mặt địa lý, xứ Basque là nơi sinh sống trong thời La Mã của một số bộ lạc: Vascones, Varduli, Caristi, Autrigones, Berones, Tarbelli, và Sibulates. Nhiều người tin rằng ngoại trừ người Berones và Autrigones, họ là dân tộc phi Ấn-Âu, mặc dù tính dân tộc của các bộ lạc cực tây là không rõ ràng do thiếu thông tin. Một số địa danh cổ xưa, như Deba, Butrón, Nervión, Zegama, có thể là của các dân tộc phi Basque tại một số điểm thời tiền sử. Các bộ tộc cổ xưa nhất được trích dẫn trong thế kỷ thứ 5, sau đó họ biến mất, chỉ còn Vascones, trong khi mở rộng vượt xa ranh giới cũ của mình, ví dụ tại các vùng đất hiện tại của Álava và dễ thấy nhất xung quanh Pyrenees và Novempopulania.
Lãnh thổ của Cantabri bao trùm có lẽ Biscay ngày nay, Cantabria, Burgos và ít nhất là một phần của Álava và La Rioja, tức là về phía tây của lãnh thổ Vascon vào thời Trung cổ, nhưng bản chất dân tộc của người này là không rõ ràng, do có thể có ảnh hưởng người Visigoth. Người Vascones chung quanh Pamplona, sau nhiều lần chiến đấu chống lại Franks và Visigoth, thành lập Vương quốc Pamplona (824), gắn bó chặt chẽ với những người bà con của họ Banu Qasi.
Tất cả các bộ tộc khác ở bán đảo Iberia, ở tầm vĩ mô, bị ngôn ngữ và văn hóa La Mã đồng hóa vào cuối thời kỳ La Mã hay đầu thời Trung cổ, trong khi người Basques tồn tại phía Đông vào vùng đất của Pyrenees (Pallars, Val d'Aran) từ thế kỷ 8 đến thế kỷ thứ 11.

### Thời Trung cổ
Vào đầu thời Trung cổ (cho đến thế kỷ thứ 9) lãnh thổ giữa các con sông Ebro và Garonne được biết đến như Vasconia, một khu vực dân tộc và chính thể mờ đấu tranh để chống lại chính quyền phong kiến Frankish từ phía bắc và áp lực của những người Visigoth Iberia và Andalusi Cordovans từ phía nam.
Bước sang thiên niên kỷ, tránh xa thẩm quyền của vương quyền Carolingian thiết lập chế độ phong kiến riêng Vasconia (để trở thành Gascony) phân tán thành vô số các quận và tiểu quận ví dụ Fezensac, Bigorre, Astarac, Béarn, Tartas, Marsan, Soule, Labourd, vv... trong hệ thống bộ lạc cũ và tiểu vùng (Quận Vasconia), trong khi phía nam dãy núi Pyrenees, bên cạnh Vương quốc Pamplona, Gipuzkoa, Álava và Biscay phát sinh tại các vùng đất hiện tại của miền Nam xứ Basque từ thế kỷ thứ 9 trở đi.
Các lãnh thổ phía Tây cam kết trung thành liên tục với Navarre trong giai đoạn đầu, nhưng được sáp nhập vào Vương quốc Castile vào cuối thế kỷ 12, vì vậy tước Vương quốc Navarre tiếp cận trực tiếp với vùng mênh mông. Vào cuối Trung cổ, những gia đình trọng yếu nằm rải rác trên toàn lãnh thổ Basque đã trở nên nổi bật, thường tranh giành quyền lực và gây ra cuộc chiến tranh đẫm máu giữa các nhánh, chỉ dừng lại bởi sự can thiệp của hoàng gia và sự thay đổi dần dần quyền lực từ nông thôn đến các thị trấn vào thế kỷ 16. Trong khi đó, tiểu quốc Labourd và Soule dưới quyền bá chủ của Anh cuối cùng đã kết hợp với Pháp sau chiến tranh Trăm năm, với Bayonne còn lại Plantagenet cuối cùng vào 1453.

## Chính trị
Quy chế tự trị và quyền lực của xứ Basque
Người xứ Basque, như một biểu hiện của quốc tịch của họ, và để tiếp cận chính quyền tự trị của họ, tạo thành một Cộng đồng tự trị trong Nhà nước Tây Ban Nha dưới tên của Quốc gia Basque, theo Hiến pháp và theo Đạo luật này, là quy tắc thể chế cơ bản của nó. (Điều 1 của Điều lệ tự chủ).
Quốc gia Basque đồng ý với quyền tự trị của mình với sự chấp thuận của Đạo luật tự trị năm 1979. Đạo luật này khác với hầu hết các đạo luật về quyền tự trị của Tây Ban Nha không nhiều về số lượng quyền lực được chuyển nhượng hoặc chuyển nhượng, nhưng thực tế là Tự chủ xứ Basque tạo thành một bản cập nhật của chế độ khu vực của ba tỉnh Basque trong khuôn khổ Hiến pháp Tây Ban Nha (theo quy định bổ sung đầu tiên của sau này). Do đó, xứ Basque, ngoài việc tiếp nhận các năng lực về giáo dục, còn có được một thủ tục tài chính độc quyền dựa trên việc cập nhật các buổi hòa nhạc kinh tế của các tỉnh Basque được thành lập trong việc bãi bỏ nhiên liệu năm 1876 và được bảo tồn ở Álava, nhưng họ đã bị bãi bỏ ở Guipúzcoa và Vizcaya bởi chế độ Franco vào cuối cuộc nội chiến. Đạo luật cũng cho phép cảnh sát riêng của mình, Ertzaintza, một lực lượng cảnh sát không thể tách rời và được triển khai trên toàn lãnh thổ. Là một bản cập nhật của các chế độ khu vực, các hội đồng tỉnh của mỗi tỉnh tạo nên xứ Basque giữ các quyền lực và quyền lực rất rộng đối với chính phủ xứ Basque.
Các quyền lực của xứ Basque được thực hiện thông qua Nghị viện, Chính phủ và chủ tịch của nó.

## Văn hóa
Mỗi nền văn hóa đều có những huyền thoại và truyền thuyết riêng và tất nhiên là văn hóa xứ Basque. Thần thoại xứ Basque là một trong những người giàu nhất châu Âu. Kể từ thời tiền sử và sau đó với sự ảnh hưởng của tôn giáo Kitô giáo hay cuộc xâm lược của La Mã, thần thoại xứ Basque đã trải qua một loạt các sửa đổi hoặc ảnh hưởng đã làm cho nó, nếu có thể, thậm chí còn phong phú hơn và phong phú hơn về các nhân vật và truyền thuyết. Những niềm tin này đã tồn tại cho đến thế kỷ 21 từ bàn tay của các nhà văn và nghệ sĩ sinh ra và lớn lên với phép thuật của thần thoại xứ Basque, trong đó Patxi Xabier Lezama Perier phải được làm nổi bật với những diễn giải về tầng lớp tiền Ấn-Âu của các vị thần, thần thoại. Huyền thoại của đất nước xứ Basque.

### Ngôn ngữ
Basque (/ bæsk / hoặc / bɑːsk /; Basque: Euskara, IPA: [eus̺kaɾa]) là một ngôn ngữ riêng rẽ của những người Basque. Người Basque là bản địa, chủ yếu sinh sống ở xứ Basque, một khu vực nằm giữa tây dãy núi Pyrenees và các bộ phận lân cận phía bắc Tây Ban Nha và tây nam nước Pháp. Ngôn ngữ Basque được nói bởi 27% người Basques trong các vùng lãnh thổ (714.135 người trên 2.648.998). Trong số này, 663.035 là ở các khu vực của Tây Ban Nha của Basque Country và số còn lại 51.100 là trong phần Pháp.
Người bản xứ sống trong một khu vực tiếp giáp khu vực bao gồm các bộ phận của bốn vùng lãnh thổ Tây Ban Nha và ba "tỉnh cổ" ở Pháp. Gipuzkoa, nhất Biscay, một vài thành phố của Álava, và các khu vực phía bắc của Navarre hình thành cốt lõi của khu vực còn nói Basque trước khi các biện pháp đã được giới thiệu trong năm 1980 để tăng cường ngôn ngữ. Ngược lại, hầu hết Álava, phần phía tây của Biscay và khu vực miền Trung và miền Navarre được chủ yếu là dân cư của người bản ngữ nói tiếng Tây Ban Nha, hoặc vì Basque đã được thay thế bằng tiếng Tây Ban Nha qua nhiều thế kỷ, ở một số vùng (hầu hết Álava và trung tâm Navarre), hoặc bởi vì nó đã có thể không bao giờ được nói ở đó, trong các khu vực khác (Encartaciones và đông nam Navarre).
Một cô lập ngôn ngữ, tiếng Basque được cho là một trong số ít tồn tại ngôn ngữ tiền Ấn-Âu ở châu Âu, và là tiếng duy nhất ở Tây Âu. Nguồn gốc của ngôn ngữ không được biết, mặc dù các lý thuyết được chấp nhận nhất là dạng đầu của Basque phát triển trước khi sự xuất hiện của các ngôn ngữ Ấn-Âu trong khu vực, bao gồm cả các ngôn ngữ Roman do địa lý bao quanh khu vực nói tiếng Basque. Basque đã thông qua một vay mượn tốt về từ vựng từ các ngôn ngữ Romance, và người nói Basque đã lần lượt cho mượn từ của riêng mình đến người nói tiếng Romance. Bảng chữ cái Tiếng Basque sử dụng chữ Latin.